# البلال توره
البلال توره (انگلیسی: El Bilal Touré؛ زادهٔ ۳ اکتبر ۲۰۰۱) بازیکن فوتبال اهل مالی است.
از باشگاه‌هایی که در آن بازی کرده‌است می‌توان به باشگاه فوتبال استاد رنس اشاره کرد.
وی همچنین در تیم‌های ملی فوتبال زیر ۲۰ و ۲۳ سال و همچنین بزرگسالان مالی بازی کرده‌است.